# Angelika Mertens
Angelika Mertens (* 11. Oktober 1952 in Harsefeld; † 19. Juni 2019 ebenda) war eine deutsche Politikerin (SPD). Sie war von 2000 bis 2005 Parlamentarische Staatssekretärin beim Bundesminister für Verkehr, Bau- und Wohnungswesen.

## Ausbildung und Beruf
Nach der Mittleren Reife absolvierte Angelika Mertens eine Ausbildung zur Buchhändlerin und war dann als Bibliotheksangestellte tätig. 
Auf dem zweiten Bildungsweg studierte sie dann an der „Hochschule für Wirtschaft und Politik“ (HWP) in Hamburg und beendete dieses Studium als Volkswirtin (grad.). 
Sie war dann bei einer deutsch-ausländischen Begegnungsstätte in Hamburg tätig. Anschließend arbeitete sie beim Amt für Jugend der Freien und Hansestadt Hamburg als Referentin.
Nachdem sie 2005 nicht erneut für den Bundestag kandidierte, war sie seit 2006 Vorsitzende des Arbeiter-Samariter-Bundes Hamburg (ASB) und seit 2009 Aufsichtsratsvorsitzende der ASB Sozialeinrichtungen Hamburg GmbH.

## Partei
Seit 1969 war Angelika Mertens Mitglied der SPD. Von 1991 bis 1994 war sie Vorsitzende des SPD-Kreisverbandes Hamburg-Eimsbüttel. Sie gehörte dem SPD-Landesvorstand in Hamburg an.

## Abgeordnete
Von 1987 bis 1991 war sie Mitglied in der Bezirksverordnetenversammlung von Hamburg-Eimsbüttel.
Von 1994 bis 2005 war sie Mitglied des Deutschen Bundestages. Hier gehörte sie von 1998 bis 2000 als Sprecherin für Verkehr, Bau- und Wohnungswesen dem Vorstand der SPD-Bundestagsfraktion an.
Angelika Mertens war stets als direkt gewählte Abgeordnete des Wahlkreises Hamburg-Eimsbüttel in den Bundestag eingezogen. Zuletzt erreichte sie hier bei der Bundestagswahl 2002 51,3 % der Erststimmen.

## Öffentliche Ämter
Im November 2000 wurde sie als Parlamentarische Staatssekretärin beim Bundesminister für Verkehr, Bau- und Wohnungswesen in die von Bundeskanzler Gerhard Schröder geführte Bundesregierung berufen – zuständig für die „nasse Seite“, wie sie immer sagte. Zuständig für Dickschiffe, wie der Eröffnung der vierten Elbtunnelröhre und des Containerterminals Altenwerder. Nach der Bundestagswahl 2005 schied sie aus der Regierung aus. Ihr Nachfolger wurde als Wahlkreisabgeordneter Niels Annen.